# Schizophthirus
Schizophthirus ist eine Gattung der Tierläuse, die als Ektoparasiten Nagetiere befallen.

## Merkmale
Augen fehlen. Die Antennen haben fünf Glieder und zeigen keine Geschlechtsunterschiede. Das erste Beinpaar ist klein, das zweite größer, das dritte am kräftigsten. Die Tibia hat einen deutlichen Fortsatz (Tibialdaumen), der mit der entsprechenden Kralle opponiert. Pleuralplatten sind am ersten bis achten Abdominalsegment ausgebildet. Weibchen haben am vierten bis siebten Sternum und am vierten bis achten Tergit drei Borstenreihen. Männchen haben am zweiten Tergit zwei Borstenreihen, an den übrigen eine. Das zweite abdominale Sternum trägt bei beiden Geschlechtern eine stark sklerotisierte Platte, die zur Mitte hin geteilt ist und zwei Gruppen kurzer, kräftiger Borsten aufweist.

## Arten
Zur Gattung gehören folgende Arten:
- Schizophthirus aethogliris, Wirt Graphiurus hueti
- Schizophthirus dryomydis, Wirt Baumschläfer
- Schizophthirus gliris, Wirt Siebenschläfer
- Schizophthirus graphiuri, Wirt Kellens Bilch
- Schizophthirus jaczewskii, Wirt Baumschläfer
- Schizophthirus pleurophaeus, Wirt Baumschläfer, Gartenschläfer, Haselmaus, Siebenschläfer
- Schizophthirus sicistae, Wirte Steppenbirkenmaus, Waldbirkenmaus
- Schizophthirus similes, Wirt Altai-Birkenmaus
- Schizophthirus singularis, Wirt Tianshan-Birkenmaus